# Phrynobatrachus danko
Espèce
Phrynobatrachus danko est une espèce d'amphibiens de la famille des Phrynobatrachidae.

## Répartition
Cette espèce est endémique de l'État de Taraba au Nigeria.

## Étymologie
Cette espèce est nommée en référence au lieu de sa découverte, la réserve forestière de Kurmin Danko.

## Publication originale
- Blackburn, 2010 : A new puddle frog (Phrynobatrachidae:Phrynobatrachus) from the Mambilla Plateau in Eastern Nigeria. African Journal of Herpetology, vol. 59, p. 33-52.